# Argentína az 1956. évi nyári olimpiai játékokon
Argentína az ausztráliai Melbourne-ben és a svédországi Stockholmban megrendezett 1956. évi nyári olimpiai játékok egyik részt vevő nemzete volt. Az országot az olimpián 9 sportágban 35 sportoló képviselte, akik összesen 2 érmet szereztek.

## Érmesek
| Érem  | Versenyző         | Sportág    | Versenyszám |
| ----- | ----------------- | ---------- | ----------- |
| Ezüst | Humberto Selvetti | Súlyemelés | +90 kg      |
| Bronz | Víctor Zalazar    | Ökölvívás  | Középsúly   |

## Atlétika
Férfi
| Versenyző     | Versenyszám   | Selejtező | Selejtező | Döntő    | Döntő    |
| Versenyző     | Versenyszám   | Eredmény  | Helyezés  | Eredmény | Helyezés |
| ------------- | ------------- | --------- | --------- | -------- | -------- |
| Günther Kruse | Diszkoszvetés | 47,87 m   | 11.       | 49,89 m  | 11.      |

Női
| Versenyző      | Versenyszám   | Selejtező | Selejtező | Döntő    | Döntő    |
| Versenyző      | Versenyszám   | Eredmény  | Helyezés  | Eredmény | Helyezés |
| -------------- | ------------- | --------- | --------- | -------- | -------- |
| Isabel Avellán | Diszkoszvetés | 43,66 m   | 9.        | 46,73 m  | 6.       |

## Birkózás
Kötöttfogású
| Versenyző   | Versenyszám | 1. forduló                    | 1. forduló | 1. forduló | 2. forduló                   | 2. forduló | 2. forduló | 3. forduló                   | 3. forduló | 3. forduló | 4. forduló        | 4. forduló | 4. forduló | 5. forduló        | 5. forduló | 5. forduló | 6. forduló        | 6. forduló | 6. forduló | 7. forduló        | 7. forduló | 7. forduló | Döntő             | Döntő   | Döntő   | Helyezés    |
| Versenyző   | Versenyszám | Ellenfél Eredmény             | Pont       | Hely.      | Ellenfél Eredmény            | Pont       | Hely.      | Ellenfél Eredmény            | Pont       | Hely.      | Ellenfél Eredmény | Pont       | Hely.      | Ellenfél Eredmény | Pont       | Hely.      | Ellenfél Eredmény | Pont       | Hely.      | Ellenfél Eredmény | Pont       | Hely.      | Ellenfél Eredmény | Pont    | Hely.   | Helyezés    |
| ----------- | ----------- | ----------------------------- | ---------- | ---------- | ---------------------------- | ---------- | ---------- | ---------------------------- | ---------- | ---------- | ----------------- | ---------- | ---------- | ----------------- | ---------- | ---------- | ----------------- | ---------- | ---------- | ----------------- | ---------- | ---------- | ----------------- | ------- | ------- | ----------- |
| Adolfo Díaz | 57 kg       | Joe Sweeney (AUS) · kétvállas | 0          | =1.        | Reijo Nykänen (FIN) · 1-2    | 2          | =2.        | Hódos Imre (HUN) · kétvállas | 5          | =6.        | kiesett           | kiesett    | kiesett    | kiesett           | kiesett    | kiesett    |                   |            |            |                   |            |            | kiesett           | kiesett | kiesett | helyezetlen |
| Juan Rolón  | 67 kg       | Rıza Doğan (TUR) · 0-3        | 3          | =6.        | Dumitru Gheorghe (ROU) · 0-3 | 6          | 8.         | kiesett                      | kiesett    | kiesett    | kiesett           | kiesett    | kiesett    | kiesett           | kiesett    | kiesett    | kiesett           | kiesett    | kiesett    | kiesett           | kiesett    | kiesett    | kiesett           | kiesett | kiesett | helyezetlen |

Szabadfogású
| Versenyző   | Versenyszám | 1. forduló                   | 1. forduló | 1. forduló | 2. forduló                   | 2. forduló | 2. forduló | 3. forduló                         | 3. forduló | 3. forduló | 4. forduló        | 4. forduló | 4. forduló | 5. forduló        | 5. forduló | 5. forduló | Döntő             | Döntő   | Döntő   | Helyezés    |
| Versenyző   | Versenyszám | Ellenfél Eredmény            | Pont       | Hely.      | Ellenfél Eredmény            | Pont       | Hely.      | Ellenfél Eredmény                  | Pont       | Hely.      | Ellenfél Eredmény | Pont       | Hely.      | Ellenfél Eredmény | Pont       | Hely.      | Ellenfél Eredmény | Pont    | Hely.   | Helyezés    |
| ----------- | ----------- | ---------------------------- | ---------- | ---------- | ---------------------------- | ---------- | ---------- | ---------------------------------- | ---------- | ---------- | ----------------- | ---------- | ---------- | ----------------- | ---------- | ---------- | ----------------- | ------- | ------- | ----------- |
| Adolfo Díaz | 57 kg       | Omer Vercouteren (BEL) · 3-0 | 1          | =2.        | Fred Kämmerer (EUA) · 0-3    | 4          | =7.        | Minoru Iizuka (JPN) · kétvállas    | 7          | =8.        | kiesett           | kiesett    | kiesett    |                   |            |            | kiesett           | kiesett | kiesett | helyezetlen |
| Juan Rolón  | 67 kg       | Tóth Gyula (HUN) · kétvállas | 3          | =12.       | David Schumacher (AUS) · 3-0 | 4          | =12.       | Kaszahara Sigeru (JPN) · kétvállas | 7          | =12.       | kiesett           | kiesett    | kiesett    | kiesett           | kiesett    | kiesett    | kiesett           | kiesett | kiesett | helyezetlen |

## Lovaglás
megjegyzés: A lovas versenyszámokat a svédországi Stockholmban rendezték meg a szigorú ausztrál állat-egészségügyi szabályok miatt.
Díjlovaglás
| Versenyző    | Ló          | Versenyszám | Döntő | Döntő    |
| Versenyző    | Ló          | Versenyszám | Pont  | Helyezés |
| ------------ | ----------- | ----------- | ----- | -------- |
| Jorge Cavoti | Carnavalito | Egyéni      | 483,5 | 35.      |

Díjugratás
| Versenyző                               | Ló                         | Versenyszám | 1. forduló | 1. forduló | 2. forduló | 2. forduló | Összesen | Összesen |
| Versenyző                               | Ló                         | Versenyszám | Pont       | Hely.      | Pont       | Hely.      | Pont     | Helyezés |
| --------------------------------------- | -------------------------- | ----------- | ---------- | ---------- | ---------- | ---------- | -------- | -------- |
| Naldo Dasso                             | Ramito                     | Egyéni      | 16,00      | =12.       | 32,50      | 36.        | 48,50    | 25.      |
| Carlos D'Elia                           | Discutido                  | Egyéni      | 15,00      | 11.        | 4,00       | =5.        | 19,00    | 8.       |
| Pedro Mayorga                           | Coriolano                  | Egyéni      | 16,00      | =12.       | 16,00      | =18.       | 32,00    | 17.      |
| Naldo Dasso Carlos D'Elia Pedro Mayorga | Ramito Discutido Coriolano | Csapat      | 47,00      | 4.         | 52,50      | 6.         | 99,50    | 4.       |

Lovastusa
| Versenyző                                             | Ló                  | Versenyszám | Díjlovaglás | Díjlovaglás | Tereplovaglás | Tereplovaglás | Díjugratás | Díjugratás | Végeredmény | Végeredmény |
| Versenyző                                             | Ló                  | Versenyszám | Bünt.       | Hely.       | Bünt.         | Hely.         | Bünt.      | Hely.      | Bünt.       | Helyezés    |
| ----------------------------------------------------- | ------------------- | ----------- | ----------- | ----------- | ------------- | ------------- | ---------- | ---------- | ----------- | ----------- |
| Eduardo Cano                                          | Why                 | Egyéni      | -152,80     | =43.        | -79,21        | 22.           | -10,00     | =2.        | -242,01     | 22.         |
| Carlos de la Serna                                    | Fanion              | Egyéni      | -146,00     | =37.        | -189,71       | 31.           | -10,00     | =2.        | -345,71     | 28.         |
| Juan Martín-Merbilháa                                 | Gitana I            | Egyéni      | -150,00     | =40.        | 23,54         | 9.            | -10,00     | =2.        | -136,46     | 8.          |
| Eduardo Cano Carlos de la Serna Juan Martín-Merbilháa | Why Fanion Gitana I | Csapat      | -448,80     | 14.         | -245,38       | 6.            | -30,00     | =1.        | -724,18     | 6.          |

## Ökölvívás
| Versenyző          | Versenyszám   | 32-es főtábla               | Nyolcaddöntő                 | Negyeddöntő                                | Elődöntő                     | Döntő             | Helyezés |
| Versenyző          | Versenyszám   | Ellenfél Eredmény           | Ellenfél Eredmény            | Ellenfél Eredmény                          | Ellenfél Eredmény            | Ellenfél Eredmény | Helyezés |
| ------------------ | ------------- | --------------------------- | ---------------------------- | ------------------------------------------ | ---------------------------- | ----------------- | -------- |
| Abel Laudonio      | Légsúly       | Albert Ludick (RSA) · GY    | Terence Spinks (GBR) · V     | kiesett                                    | kiesett                      | kiesett           | 9.       |
| Carmelo Tomaselli  | Harmatsúly    | erőnyerő                    | Vichai Limcharoen (THA) · GY | Szong Szuncshon (Song Sun-Cheon) (KOR) · V | kiesett                      | kiesett           | 5.       |
| Tristán Falfán     | Pehelysúly    | erőnyerő                    | Maurice White (PAK) · RSC    | Henryk Niedźwiedzki (POL) · RTD            | kiesett                      | kiesett           | 5.       |
| Francisco Núñez    | Könnyűsúly    | Anatolij Lagetko (URS) · V  | kiesett                      | kiesett                                    | kiesett                      | kiesett           | 17.      |
| Antonio Marcilla   | Kisváltósúly  | Chune Pattapong (THA) · RSC | Leopold Potesil (AUT) · GY   | Franco Nenci (ITA) · V                     | kiesett                      | kiesett           | 5.       |
| Francisco Gelabert | Váltósúly     |                             | Walter Kozak (CAN) · GY      | Nicky Gargano (GBR) · V                    | kiesett                      | kiesett           | 5.       |
| Alberto Sáenz      | Nagyváltósúly |                             | erőnyerő                     | Papp László (HUN) · RSC                    | kiesett                      | kiesett           | 5.       |
| Víctor Zalazar     | Középsúly     |                             | Stig Sjölin (SWE) · GY       | Dieter Wemhöner (EUA) · GY                 | Gennagyij Satkov (URS) · RTD | kiesett           |          |
| Rodolfo Díaz       | Félnehézsúly  |                             | erőnyerő                     | James Boyd (USA) · V                       | kiesett                      | kiesett           | 5.       |
| José Giorgetti     | Nehézsúly     |                             | erőnyerő                     | Daniel Bekker (RSA) · RSC                  | kiesett                      | kiesett           | 5.       |

## Öttusa
| Versenyző   | Versenyszám | Lovaglás | Lovaglás | Lovaglás | Lovaglás | Vívás    | Vívás | Vívás | Lövészet | Lövészet | Lövészet | Úszás  | Úszás | Úszás | Futás   | Futás | Futás | Összesen    | Összesen |
| Versenyző   | Versenyszám | Idő      | Bünt.    | Pont     | Hely.    | Eredmény | Pont  | Hely. | Pontszám | Pont     | Hely.    | Idő    | Pont  | Hely. | Idő     | Pont  | Hely. | Összes pont | Helyezés |
| ----------- | ----------- | -------- | -------- | -------- | -------- | -------- | ----- | ----- | -------- | -------- | -------- | ------ | ----- | ----- | ------- | ----- | ----- | ----------- | -------- |
| Luis Ribera | Egyéni      | 9:39     | 0        | 1052,5   | 3.       | 17–18    | 667,0 | 17.   | 176      | 620,0    | 29.      | 4:14,1 | 930,0 | 13.   | 15:07,0 | 979,0 | 21.   | 4248,5      | 11.      |

## Sportlövészet
Férfi
| Versenyző         | Versenyszám          | Döntő | Döntő    |
| Versenyző         | Versenyszám          | Pont  | Helyezés |
| ----------------- | -------------------- | ----- | -------- |
| Oscar Cervo       | Gyorstüzelő pisztoly | 580   | 5.       |
| Alberto Martijena | Szabadpisztoly       | 526   | 18.      |
| León Bozzi        | Trap                 | 146   | 27.      |
| Juan Gindre       | Trap                 | 170   | 16.      |

## Súlyemelés
| Versenyző           | Versenyszám | Nyomás   | Nyomás   | Szakítás | Szakítás | Lökés                    | Lökés                    | Összesen | Helyezés |
| Versenyző           | Versenyszám | Eredmény | Helyezés | Eredmény | Helyezés | Eredmény                 | Helyezés                 | Összesen | Helyezés |
| ------------------- | ----------- | -------- | -------- | -------- | -------- | ------------------------ | ------------------------ | -------- | -------- |
| Carlos Seigelshifer | 90 kg       | 125,0    | =8.      | 112,5    | =10.     | érvényes kísérlet nélkül | érvényes kísérlet nélkül | kiesett  | kiesett  |
| Humberto Selvetti   | +90 kg      | 175,0    | 1.       | 145,0    | =1.      | 180,0                    | 2.                       | 500,0    |          |

## Vitorlázás
Nyílt
| Versenyző                                    | Versenyszám | Futam | Futam | Futam | Futam | Futam | Futam | Futam | Pontszám | Helyezés |
| Versenyző                                    | Versenyszám | 1     | 2     | 3     | 4     | 5     | 6     | 7     | Pontszám | Helyezés |
| -------------------------------------------- | ----------- | ----- | ----- | ----- | ----- | ----- | ----- | ----- | -------- | -------- |
| Esteban Berisso                              | Finn dingi  | 147   | 256   | 288   | 198   | 226   | 288   | (0)   | 1403     | 18.      |
| Jorge Brown Ovidio Lagos                     | Csillaghajó | 226   | 402   | 180   | (0)   | 226   | 0     | 226   | 1260     | 11.      |
| Boris Belada Arnoldo Pekelharing Jorge Salas | Sárkányhajó | 828   | 402   | 1004  | 460   | (0)   | 828   | 703   | 4225     | 4.       |

## Vívás
Férfi
| Versenyző        | Versenyszám       | Csoportkör | Csoportkör | Csoportkör | Csoportkör  | Csoportkör        | Csoportkör | Csoportkör        | Csoportkör | Helyezés    |
| Versenyző        | Versenyszám       | 1. kör | 1. kör     | Negyeddöntő | Negyeddöntő | Elődöntő          | Elődöntő   | Döntő             | Döntő      | Helyezés    |
| Versenyző        | Versenyszám       | Ellenfél Eredmény | Hely.      | Ellenfél Eredmény | Hely.       | Ellenfél Eredmény | Hely.      | Ellenfél Eredmény | Hely.      | Helyezés    |
| ---------------- | ----------------- | --- | ---------- | --- | ----------- | ----------------- | ---------- | ----------------- | ---------- | ----------- |
| Santiago Massini | Tőr, egyéni       | |            | 3. csoport · Byron Krieger (USA) · 5-1 · Claude Netter (FRA) · 4-5 · Brian McCowage (AUS) · 3-5 · Raymond Paul (GBR) · 2-5 · Giancarlo Bergamini (ITA) · 2-5 · Ghislain Delaunois (BEL) · 3-5 · Somodi Lajos (HUN) · nem vívtak | 7.          | kiesett           | kiesett    | kiesett           | kiesett    | helyezetlen |
| Santiago Massini | Párbajtőr, egyéni | 3. csoport · Richard Pew (USA) · 4-5 · Per Carleson (SWE) · 0-5 · Roger Achten (BEL) · 3-5 · Richard Stone (AUS) · 3-5 · Emilio Echeverry (COL) · 3-5 · Fernand Leischen (LUX) · nem vívtak | 7.         | kiesett | kiesett     | kiesett           | kiesett    | kiesett           | kiesett    | helyezetlen |